# تترادیفون
تترادیفون (به انگلیسی: Tetradifon) با فرمول شیمیایی C۱۲H۶Cl۴O۲S یک ترکیب شیمیایی با شناسه پاب‌کم ۸۳۰۵ است. که جرم مولی آن ۳۵۶٫۰۵ g/mol می‌باشد. 